# 弗吕尼库斯
弗吕尼库斯（？—前411年），雅典政治家。公元前412年，他反对召回阿尔西比亚德，并在四百人革命时（公元前411年）成为激进的寡头之一。他赴斯巴达签订和约，但返回时在雅典的广场被杀死。